# 程杰 (解放军)
程杰，中国人民解放军海军少将。
曾任东海舰队舟山水警区司令员，北海舰队副参谋长。2007年，升任海军少将。2014年，参与了新型护卫舰蚌埠舰的首次执行战备巡航任务。因涉嫌违法犯罪，2015年1月军事检察机关对其立案侦查。